# Witness for the Prosecution (documentário)
Witness for the Prosecution foi um documentário especial produzido por Richard Greenberg e roteiro de Don Score, exibido pela rede norte-americana de televisão NBC, no programa Dateline NBC, no dia 28 de maio de 2002. Este especial abordou os casos de abuso sexual cometidos por membros das Testemunhas de Jeová, e como estes foram encobertos para não manchar a imagem da organização.

## Sinopse
O programa investigativo Dateline fez uma investigação sobre inúmeros casos de pedofilia encobertos pelos dirigentes da congregação. Em um caso no estado de Nevada, os registros da igreja mostraram que os líderes congregacionais estavam cientes de que um ancião havia molestado 19 crianças do sexo feminino, porém eles não fizeram nada a respeito. Além deste ancião, vários outros abusadores que frequentavam a congregação foram descobertos e denunciados as autoridades.

## Posição da Igreja
Segundo a WTC (Watch Tower Bible and Tract Society), em caso de abuso sexual, os lideres locais devem ser comunicados sobre o ocorrido. Estes após se reunirem decidirão sobre as providências a serem tomadas. Este documentário, entretanto, mostrou que as políticas praticadas desencorajam as denúncias de pedofilia as autoridades para não manchar a suposta "boa" imagem da igreja.
As igrejas tem que parar de encobrir os casos de abusos de menores praticados pelos seus padres e bispos. Todos os casos devem ser levados diretamente às autoridades para a aplicação das leis do país.

## Impacto
Os casos de abuso sexual em instituições religiosas que quase sempre estavam relacionados a Igreja Católica, após este documentário, passaram a ser enfocados também as Testemunhas de Jeová. Outras reportagens, posteriormente, passaram a abordar a mesma temática. Embora a versão oficial da WTC estimule as denúncias, todas as testemunhas que participaram deste especial foram posteriormante dessasociadas.